# Eurorregión Alpes-Mediterráneo

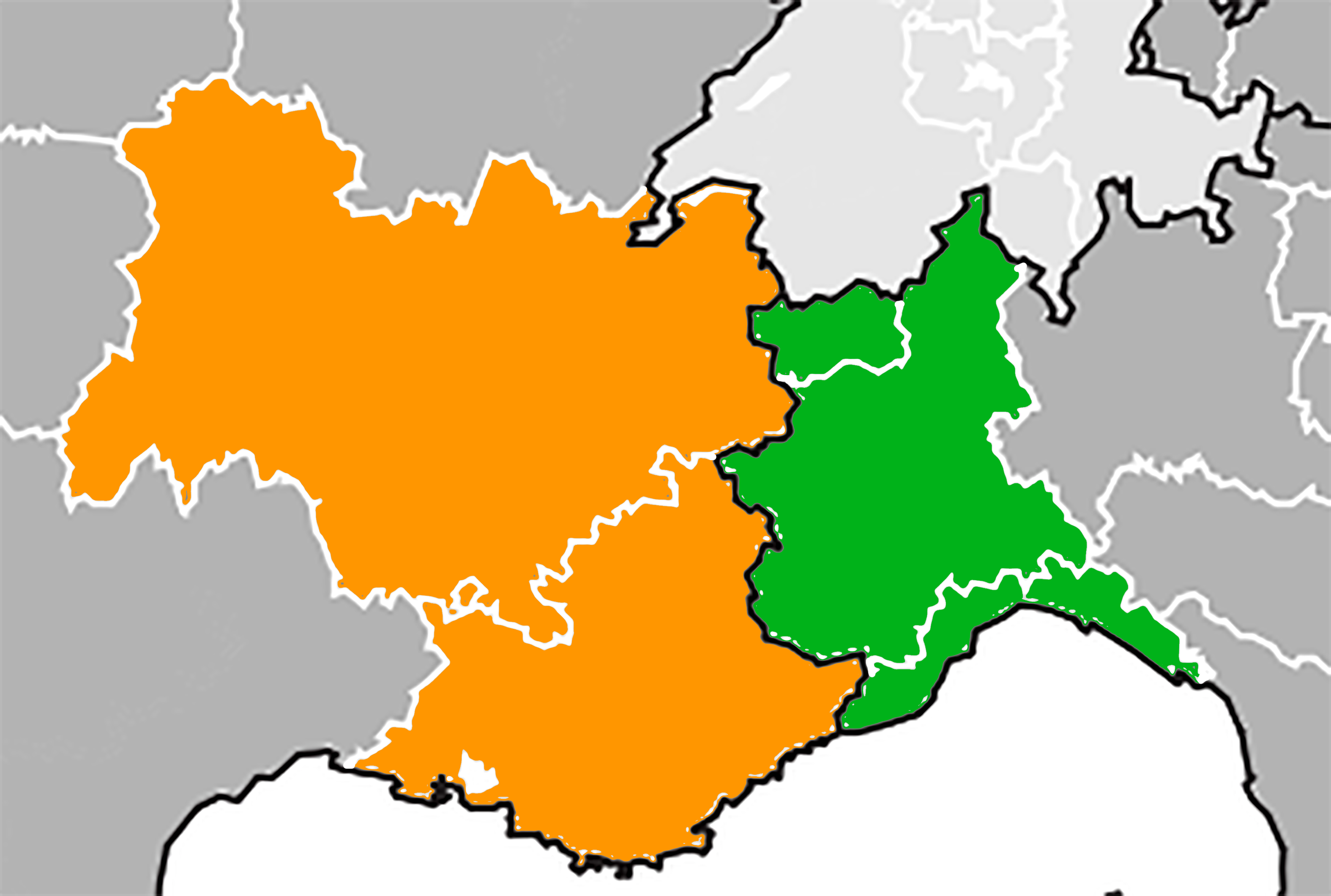

La Eurorregión Alpes-Mediterráneo (estructura de cooperación transnacional) fue creada el 10 de julio de 2007 entre tres regiones italianas (Piamonte, Liguria y el Valle de Aosta) y dos regiones francesas (Ródano-Alpes y Provenza-Alpes-Costa Azul). Tiene una superficie de alrededor de 110.460 km² y más de 17 millones de habitantes. Las ciudades más grandes son Turín, Génova y Aosta en el lado italiano y Lyon y Marsella en el lado francés.